# Джонсон, Сэнди
Са́ндра «Сэ́нди» Джо́нсон (англ. Sandra «Sandy» Johnson; 7 июля 1954, Сан-Антонио, Техас, США) — американская актриса и фотомодель.

## Биография
Сандра Джонсон (настоящее имя Сэнди) родилась 2 июля 1954 года в штате Техас (США). У Сэнди есть четверо старших сестёр. Сэнди окончила «Santa Monica Community College».

## Карьера
В июне 1974 года Сэнди снялась для мужского журнала «Playboy». В 1978—1979 года Сэнди сыграла в пяти фильмах, она наиболее известна по роли Джудит Маргарет Майерс в фильме «Хэллоуин» (1978).

## Фильмография
| Год  |   | Русское название | Оригинальное название        | Роль                   |
| ---- | - | ---------------- | ---------------------------- | ---------------------- |
| 1978 | ф | Серфингистки     | Surfer Girls                 | девушка                |
| 1978 | ф |                  | Jokes My Folks Never Told Me | девушка                |
| 1978 | ф | Хэллоуин         | Halloween                    | Джудит Маргарет Майерс |
| 1979 | ф |                  | H.O.T.S.                     | Стефани                |
| 1979 | ф |                  | Gas Pump Girls               | Эйприл                 |